# Helga Seidler
Helga Seidler (n. 5 august 1949, Oberneuschönberg⁠(d), Saxonia, Germania) este o atletă ce a reprezentat Germania, medaliată olimpică. A participat la o ediție a Jocurilor Olimpice (1972) în care a câștigat o medalie de aur în proba de 4x400 m.

## Palmares
| An   | Competiție           | Locație                   | Loc | Eveniment | Note    |
| ---- | -------------------- | ------------------------- | --- | --------- | ------- |
| 1971 | Campionatul European | Helsinki, Finlanda        | 1   | 400 m     | 52,14   |
| 1971 | Campionatul European | Helsinki, Finlanda        | 1   | 4x400 m   | 3:29,28 |
| 1972 | Jocurile Olimpice    | München, Germania de Vest | 4   | 400 m     | 51,86   |
| 1972 | Jocurile Olimpice    | München, Germania de Vest | 1   | 4x400 m   | 3:22,95 |